# Verso

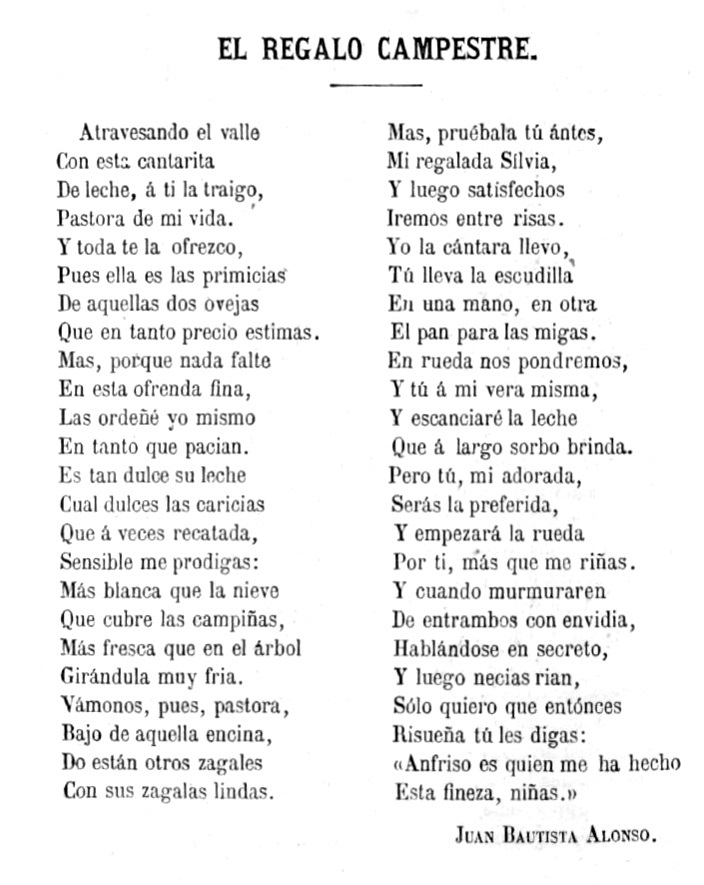
Ejemplo de versos cuyo conjunto compone un poema.

El verso es una de las unidades en las que puede dividirse un poema, superior generalmente al 
pie e inferior a la estrofa. En la literatura en lenguas romances, los testimonios en verso preceden a los testimonios en prosa. Aunque ambas formas de expresión manifiestan históricamente una tendencia innegable a la especialización (el verso para la lírica y la prosa para la narrativa, los textos argumentativos y expositivos), no faltan ejemplos tanto de verso no lírico (épico, narrativo en general, dramático o expositivo, como en la poesía didáctica grecolatina) como de prosa lírica. Es una forma especial de expresarse, es un conjunto de palabras sujetas a medida, ritmo y cadencia.[cita requerida]

## Versos

### Según la presencia o no de rimas
- El verso rimado es aquel cuya palabra final rima con la palabra final de al menos otro verso. Tiene un origen probable en la región de la península itálica en el Medioevo, donde nacen composiciones versificadas que persisten hasta hoy en día como el soneto, la canción o el madrigal. Del latín vulgar, su paso al español es sencillo y en el siglo X encontramos ya composiciones versificadas en rima y con metro en lengua romance, las denominadas jarchas.
- El verso suelto es aquel que no tiene rima, pero aparece alternándose con el verso rimado dentro de una composición (así, en un romance los versos impares van sueltos, mientras los pares riman).
- El verso blanco es aquel que no tiene rima, pero sí medida, y aparece en una composición en la que no hay versos rimados. John Milton es autor del poema más conocido en verso blanco, El paraíso perdido. En español, Miguel de Unamuno utilizó este tipo de verso en su obra El Cristo de Velázquez.

### Según su medida y cadencia
En función de su medida y cadencia cabe distinguir múltiples tipos de verso. Una clasificación elemental es la que distingue versos de arte menor (de dos a ocho sílabas) bisílabos, trisílabos, tetrasílabos, pentasílabos, hexasílabos, heptasílabos, octosílabos y de arte mayor (de nueve o más). Los versos pares de arte mayor, como el decasílabo, el dodecasílabo y el alejandrino, suelen dividirse en dos mitades, generalmente iguales, llamadas hemistiquios.

### Según su disposición acentual
La manera de colocar los acentos marca el ritmo del verso. Dentro de un mismo tipo de verso caben varias disposiciones acentuales, que reciben nombres específicos. Así, un verso puede ser trocaico (_U), si los acentos de palabra caen en las sílabas impares; yámbico (U_), si caen en las pares; o mixto, si se mezclan las dos cadencias.